# 스몰 포워드
스몰 포워드(Small forward, SF), 또는 3번은 농구 경기에서 다섯 가지 포지션 중 하나이다. 파워 포워드나 센터보다 키가 작고 빠르며 몸이 가벼운 반면, 가드 포지션보다 키가 크고 몸이 단단하며 강하다. 그들은 전략적이며 종종 득점, 수비, 오픈 레이스 생성, 리바운드를 팀을 위해 책임진다.
스몰 포워드는 공격과 수비 모두에 기여하기 때문에 다섯 가지 주요 농구 포지션 중에서 가장 다재다능한 포지션으로 여겨진다. NBA에서는 일반적으로 6피트 6인치(1.98m)에서 6피트 9인치(2.06m) 사이이다. WNBA에서는 일반적으로 6피트 0인치(1.83m)에서 6피트 2인치(1.88m) 사이이다. 이는 가드보다 키가 크지만 파워 포워드와 센터보다 키가 작기 때문에 모든 프로 농구 선수들의 평균 키에 해당한다.
스몰 포워드는 득점하고 수비하는 역할을 맡으며, 종종 파워 포워드와 센터에 이어 두 번째 또는 세 번째 리바운드를 한다. 프로 농구에서 일부는 상당한 패스 책임을 지며, 많은 스몰 포워드가 뛰어난 득점원이다.

## 플레이 스타일

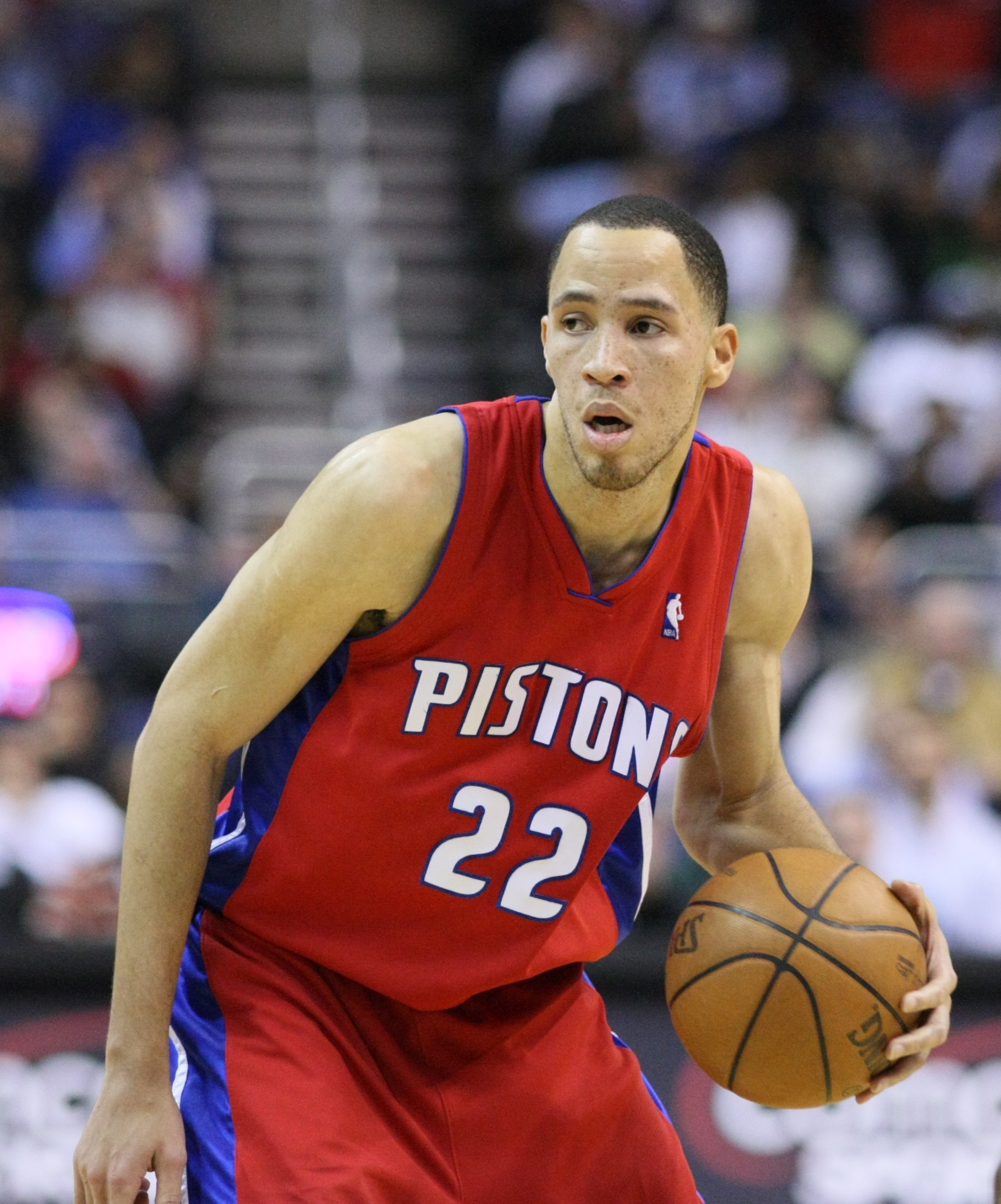
2000년대 디트로이트 피스턴스의 핵심 선수였던 전 NBA 스몰 포워드 테이션 프린스는 공수 양면에서 활약하는 능력으로 알려졌다.

스몰 포워드가 득점하는 스타일은 매우 다양하다. 케빈 듀랜트처럼 정확한 슈터인 선수도 있고, 르브론 제임스처럼 상대 선수와의 몸싸움을 즐기는 선수도 있다. 다른 스몰 포워드들은 종종 슬래셔로서 점프 슛 능력도 갖추고 있다. 어떤 경우에는 베이스라인에 자리 잡고, 어떤 경우에는 오프볼 스페셜리스트로 활동하기도 한다. 이들 중 수비 스페셜리스트는 크기, 속도, 힘을 활용하여 여러 포지션을 수비할 수 있는 뛰어난 다재다능함을 보여준다. 적절한 발재간과 단단한 수비 자세는 스몰 포워드가 성공하는 데 기여한다. 스탯에 있어서 스몰 포워드는 모든 부문에서 뛰어나야 하며, 적어도 대부분의 부문에서 스탯을 기록해야 한다.
많은 훌륭한 스몰 포워드들이 그들의 기여와 다재다능함으로 잘 알려져 있다. WNBA 역사상 최고의 스몰 포워드로는 마야 무어, 앤젤 맥커트리, 타미카 캐칭스, 엘레나 델레 돈, 그리고 드완나 보너가 있다. 네이스미스 농구 명예의 전당에 헌액된 스몰 포워드로는 줄리어스 어빙, 래리 버드, 제임스 워디, 엘진 베일러, 폴 피어스, 빈스 카터, 존 해블리첵, 스코티 피펜, 알렉스 잉글리시, 버나드 킹, 크리스 멀린, 도미니크 윌킨스, 릭 배리, 그랜트 힐, 타미카 캐칭스, 셰릴 밀러, 그리고 셰릴 스우프스가 있다.

## 같이 보기
- 셰릴 밀러상